# Upper Saxondale
Upper Saxondale är en by och en civil parish i distriktet Rushcliffe, i grevskapet Nottinghamshire, i England. Byn är belägen 10 km från Nottingham. Orten har 906 invånare (2018).